# История на Португалия
Земите на днешна Португалия са заселени от праисторически хора около 400 000 г. пр. Хр. Знае се, че през VІ в. пр. Хр. тук вече живее племето Кинети, което основава град Тартесос. По същото време на Иберийския полуостров нахлуват келти, но заемат главно северните и централните райони. Земите на Португалия попадат под римска власт през ІІІ пр. Хр. и са поставени главно в провинция Лузитания. Римляните оставят богато културно и археологическо наследство. След падането на Римската империя тук нахлуват германски племена (наричани от римляните варвари) – първо свевите, после и вестготите. През VІІІ в. сл. Хр. почти целият полуостров попада под властта на маврите (арабите), които създават държавата Кордовски емират (по-късно халифат). Те също оставят своя културен отпечатък върху днешните португалци.
Графство Португалия възниква в хода на борбата срещу маврите (Реконкистата) през ІХ в., а от ХІ в. е независимо кралство. До ХІІІ в. цялата съвременна португалска територия е освободена и за Португалия Реконкистата завършва. През 1255 г. столица става град Лисабон. Славните времена за малкото кралство настъпват през ХV в. с началото на Великите географски открития, започнати именно от португалския принц Енрике Мореплавателя. Португалия изгражда огромна колониална империя и контролира търговията с подправки, роби и слонова кост. Въпреки това тя попада в династичен съюз (де факто под властта) с Испания през 1580 г., от който се освобождава век по-късно. Започват векове на упадък.
През ХVІІІ в. се забелязва известно възраждане, свързано с името на маркиз Помбал и неговите реформи. Португалия влиза в съюз с Англия по време на Наполеоновите войни, а по-късно преживява болезнено загубата на Бразилия. Тя обаче разширява влиянието си в Африка и запазва малки колонии в Индия и Индонезия. През 1910 г. монархията е свалена и се установява Първата република, премахната на свой ред от преврата от 1926 г. Това довежда до Втората република и диктатурата на Салазар. През 1974 г. революцията на карамфилите възстановява демокрацията и Третата република. Португалия дава независимост на Мозамбик, Ангола, Гвинея и останалите си колонии, а 1 млн. португалци ги напускат като бежанци. Португалия е сред основателите на НАТО, а през 1986 г. заедно с Испания е приета в Европейската общност, която по-късно прераства в Европейски съюз.

## Праистория и древност

### Праистория
Най-ранните хора, които са оставили свои следи в земите на днешна Португалия, са живели преди 400 000 г. Те са от типа Хайделбергски човек. Това показва фосилът, намерен през 2014 г. в пещерата Ароейра. Има запазени следи и от неандерталци (пещерата Нова ди Колумбейра). Преди 35 000 години се появяват първите кроманьонци, които бързо заселват цялата страна.
Кинетите са племе, живяло в южна Португалия (провинциите Алгарве и Алентежу) през първата половина на І хил. пр. Хр. Известно е, че имат свой писмен език (Тартесийски, по името на град Тартесос), че са съюзници на Рим по време на римското завоевание. Друго племе – лузитаните – разрушава градовете на кинетите по време на съпротивата срещу римляните. В крайна сметка, борбата на Рим за покоряването на Иберия продължава два века. Тя завършва с победа, с покоряването на цяла Иберия и романизирне на населението ѝ.

### Римската власт
Римското настъпление в Иберия започва през 218 г. пр. Хр., но достига земите на Португалия десетилетие по-късно. Главната цел на римляните е да отнемат на Картаген достъпа до множеството находища на мед, злато и сребро. Докато южната част на страната е окупирана лесно, в северната сериозна съпротива оказват келтите и лузитаните, водени от своя прочут герой Вириатус. Този овчар организира партизанска война, продължила десетилетия, разбива няколко римски армии, докато през 139 г. пр. Хр. не е убит от собствените си служители, платени от Рим. След този преломен момент борбата на местните народи постепенно стихва, и завършва окончателно чак по времето на император Август.
Постепенно населението на Иберия получава граждански права. Римляните откриват плодородието на тези земи и развиват земеделието, добива на руда и търговията. В началото в земите на Португалия съществува само провинция Лузитания, а по-късно в северната част е оформена провинция Галеция. Римската власт осигурява свободата да се пътува из огромната империя, значително се повишава нивото на образованието и културната дейност. Построени са редица градове като Олисипо (Лисабон), Бракара Аугуста (Брага) и Еминиум (Коимбра).

## Средновековие

### Свеви и вестготи
През 409 г. в Иберия започват нашествия на германските варварски народи. Първи са свевите, които скоро са признати за федерати и императорът официално им отпуска земи за заселване. Те създават свое кралство в северозападната част на страната (включително в северна Португалия) със столица Брага. Заедно със свевите тук пристигат и вандалите, но те скоро се изтеглят към Африка.
Вестготите – по-късните господари на цяла Иберия – създават в началото държава в южна Франция (през 418 г. със столица Тулуза). Притиснати от франките, те започват настъпление на юг и през 456 г. се сблъскват със свевите. В разразилата се битка при Орбиго свевите са разбити и отстъпват. Най-голямото разширение на вестготите на полуострова е извършено от крал Ейрих (466 – 484 г.). А когато Тулуза е превзета от франките през 507 г., те установяват столицата си в град Толедо. В следващите векове Вестготското кралство е предимно иберийска държава, която запазва властта си само над крайбрежната част на днешна Франция (Септимания). През 585 г. тя покорява свевите и поставя целия полуостров под обща власт.
Варварите разрушават римските управленски органи, освен църковните. Вестготите в началото са еретици (по-точно ариани), но постепенно приемат никейското изповедание под влияние на местното население. Голяма роля за това изиграва Св. Мартин, епископ на Брага.

### Властта на маврите – Ал Андалус
В началото на VІІІ в. във Вестготското кралство бушува гражданска война. От нея се възпозва арабският пълководец Тарик ибн-Зияд, който слиза край Гибралтар с малка армия от маври. Побеждава вестготите в първата битка при река Гуадалет, където загива последният им крал Родерих. В следващите седем години кампанията на Тарик завършва успешно с покоряването на почти целия полуостров. Под властта на маврите попадат и всички португалски земи. Само по бреговете на Бискайския залив се запазва съпротивата на вестготите, където се създава кралство Астурия. Оттам започва Реконкистата – отвоюването на полуострова от християните, което продължава повече от седем века. В началото тя не засяга земите на Португалия.
Мюсюлманите наричат владенията си на Пиренейския полуостров Ал Андалус. За да разпространят исляма в цяла Европа, те се прехвърлят през Пиренеите и започват системно да нападат Франкското кралство. Успяват да завладеят само Септимания – последната част от вестготското кралство, а през 732 г. франкският майордом Карл Мартел ги побеждава в битката при Поатие.
Новите господари са смесица от етноси – маври, бербери, а управляващата прослойка се състои от араби. Много от тях са мюсюлмани само повърхостно. В началото те са поданици на Омаядския халиф в Дамаск, който се намира на хиляди километри. През 756 г. свалената Омаядска династия намира убежище в Испания. Абд ар-Рахман І се обявява за независим от Абасидите и създава свой емират със столица Кордоба. През 929 г. емиратът се превръща в халифат, а през 1031 г. се разпада на двадесетина малки държави. Това събитие оказва положително влияние върху стремежа на християните да си върнат полуострова.
Арабско-мавърското господство оставя дълбоки културни и циливизационни следи върху португалския народ. В градовете и до днес стоят постройки от мюсюлманската епоха в стил мосарабик. Обикновените хора съхраняват християнската си религия, а дребните аристократи-християни запазват властта си. Маврите демонстрират толерантност, което не пречи да избухват освободителни въстания, особено в началото на Х в.

### Раждането на Португалия
През ІХ в. астурийците за първи път завземат част от днешните португалски земи. През 868 г. в тях се създава васалното на краля на Астурия графство Португалия. Столица става град Порто Кале (днес Порто), от който идва името на държавата. Първият граф е Вимара Переш. Столетие по-късно португалските графове повишават силата си дотам, че присвояват титлата dux, тоест херцог. Графството се оказва заплетено в династичните борби на астурийската династия и често преминава от властта на Галисия под властта на Леон. Първият опит да спечели свободата си завършва с неуспех. През 1071 г. в битката при Педросо Гарсия ІІ от Галисия разбива войските на граф Нуно Мендеш, убива го и се провъзгласява вместо него за владетел на Португалия.
През 1085 г. християните постигат един от най-големите успехи на Реконкистата – превземат Толедо. Отговорът на маврите е бързо контранастъпление, което завършва с тежко поражение за леонския крал при Саграхас. Тогава Алфонсо VІ призовава френски и бургундски рицари на поход против исляма. Отзовават се много, един от тях е Реймонд Бургундски. Той води със себе си брат си Анри. За да закрепят съюза, бургундските рицари се женят за дъщери на Алфонсо VІ. Анри взема незаконната му дъщеря Тереза и заедно с нея – графство Португалия. Така от 1095 г. Португалия има нова (Бургундската) династия и е самостоятелна държава, затворена между реките Миньо на север и Мондегу на юг.
Анри е известен в португалската история с името Енрике І. Превръщането на страната в кралство обаче е дело на сина му Афонсо І (1112 – 1185 г.), който през 1139 г. се провъзгласява за крал, а през 1143 г. с договора от Замора леонският владетел му признава тази титла. Заедно с нея е установено, че Португалия ще бъде независима държава.

### Бургундската династия
Тази първа португалска династия управлява почти триста години и дава на страната девет владетели. Това е време на значителен напредък в Реконкистата. Започва се с победата на Афонсо І при Урике – успехът, който му дава кураж да се обяви за крал. Там той разгромява армията на емира на Кордоба. През 1147 г. кралят се съюзява с рицарите от Втория кръстоносен поход за обща атака срещу Лисабон. Обсадата завършва успешно и се приема за единствения успех на този поход. Афонсо ІІІ (1248 – 1279) успява в зората на своето царуване да прогони маврите от най-южната португалска област – Алгарве и за завърши Реконкистата. Той променя титлата си на Крал на Португалия и Алгарве и през 1255 г. премества столицата в Лисабон.
През 1383 г. след смъртта на крал Фернандо І настъпва тежка династична криза. Дъщеря му Беатрис е омъжена за кастилския крал Хуан І, който смята страната за свое законно наследство. Португалците обаче не искат такава съдба и избират за свой владетел Жоао, магистър на ордена на Авиз, който е незаконен син на предшественика на Фернандо. Кризата от 1383 – 1385 г. е решена с известната битка при Алжубарота. Португалците печелят благодарение на наетите английски стрелци с лъкове, които покосяват кастилската рицарска конница. довела до разгром на кастилците и установяването на новата династия Авиз.

## Могъщество на Португалия (1385 – 1580 г.)

### Великите географски открития
Португалия е първата и водеща сила в процеса на откриване, изследване и усвояване на нови за европейците земи, наречен Велики географски открития. Благодарение на това малката европейска държава се превръща в световна сила, създава своя колониална империя и развива грандиозна търговска дейност, от която натрупва несметни богатства. Всичко започва с армадата от 1415 г., насочена срещу африканския град Сеута. Превземането на града събужда интереса на португалците към Африка и изобщо към непознатия свят. Тогава представата за света е непълна и погрешна, базирана върху антични карти. Залогът да се изследва непознатото обаче е голям и той съвсем не е научен. Дълбоката мисъл на първите плавания е да се достигнат Индия с приказните ѝ богатства, Китай, Япония и ценните острови на подправките. Да се осигури морска връзка с тях, като се заобиколи Африка, би дало на португалците най-доходната търговия в света.
Поблазнен от тази перспектива, синът на крал Жоао І (1385 – 1433) Енрике (наречен в днешно време Мореплавателя) се оттегля в най-южния край на страната – в Сагриш, събира учени и смели моряци и започва да изпраща експедиции по африканските брегове. Те заобикалят страховития нос Бохадор, по-късно и Зелени нос, стигат до Гвинея. Така преодоляват вековните страхове на европейците от непознатите морета. Най-важни (вече слад смъртта на принц Енрике) са африканските плавания на Диого Као (1482 – 86), който изследва 2500 км от брега (включително Гвинейския залив, устието на река Конго, Ангола) и Бартоломео Диаш (1487 – 88), който достига нос Добра надежда и известява, че пътят към Индия е открит.
Кулминацията на португалските усилия е плаването на Вашку да Гама до Индия – въоръжен с четири отлични кораба и цялото познание и инструменти, необходими да успее. През 1498 г. той достига индийския бряг и определя път, по който португалците ще плават оттук нататък. Две години по-късно Педро Алвареш Кабрал открива Бразилия и я обявява за владение на португалския крал. Неизвестен брой други изследователи пътешестват до Етиопия, Северна Америка, откриват островите Света Елена и Тристан да Куня. Един друг португалец – Фернандо Магелан – приема испанска служба и извършва първото околосветско плаване.

### Португалската колониална империя
Още с първите плавания започва създаването на колонии. Най-рано, още през ХV в., португалците се установяват на Азорските острови и Мадейра, в Гвинея и около Зелени нос. Заобикалянето на Африка през 1488 г. и откриването на Америка предизвикват конфликт със съседна Кастилия и се стига до подписването на Тордесилския договор за подялба на света (1494 г.). Хазартният характер на това споразумение е впечатляващ – никоя от двете страни не знае точно какво получава. Общата идея е Португалия да вземе източната част на света с африканската търговия, Индия и островите на подправките, а Кастилия – Америка. Но тъй като тогава не са известни дори размерите на планетата, нито какви богатства има Америка, това е дележ на неизвестното.
Все пак договорът определя посоката на португалските завоевания. Изпратените ескадри побеждават арабите и установяват морско господство в Червено и Арабско море. След 1510 г. португалците завземат Гоа, Даман и Диу в Индия, Малака в Малайзия, Ормуз, Цейлон, островите на подправките и Макао в Китай. Кралят изпраща посланици в Тайланд и Япония. В Африка португалски бази се появяват по бреговете на днешните Мозамбик и Ангола, на островите Мадагаскар и Мавриций, на Сао Томе и Коморските острови. През тази епоха, за разлика от кастилците, португалците не създават колонии с голяма площ и не развиват в тях стопанска дейност. Те основават търговски бази, купуват евтино в далечните страни и продават скъпо в Европа. Единственият район, където навлизат в дълбочина на континента, е Бразилия. Там главен център става Рио де Жанейро. Повечето от тези успехи се случват по времето на крал Мануел І (1495 – 1521), неслучайно наречен Щастливия.

### Династичният съюз с Испания
През 70-те години на ХVІ в. Авизката династия отива към своя край. Крал Себастиао загива безславно в Африка и през 1580 тронът се оказва свободен. Създава се ситуация подобна на кризата от 1383 – 1385 г., тъй като испанският крал Филип ІІ е женен за първородната дъщеря на Мануел Щастливия. Сега мъжкото наследство на Мануел се изчерпва и правата върху короната преминават към дъщерите. Но ако през 1385 г. е имало силен национален кандидат, който да се противопостави на кастилците, сега такъв е един незаконен внук на краля – Антонио де Крато. Филип ІІ отказва да преговаря и да се задоволи с част от португалското наследство. Той издига претенциите си за цялото кралство и изпраща армията начело с опитния херцог Алба. Докато адмирал Санта Крус блокира португалските брегове, Алба разбива набързо събраната армия на Антонио де Крато при река Алкантара и превзема Лисабон. Така Португалия се оказва в персонална уния с Испания. Португалските кортеси приемат документа Carta Patente, с който гарантират автономията на страната: на всички постове да се назначават португалци, редовно да се свикват кортесите, крал да бъде само член на управляващата династия на Хабсбургите. Филип ІІ решава да признае този документ.
От гледна точка на Испания присъединяването на Португалия е логичното продължение на по-ранните династични сливания. Сега целият полуостров е под обща власт и се нарича Иберийски съюз. Той продължава 60 години и е нещастно време за Португалия. В този период тя не може да защити колониите си и да се възползва от търговията с тях. Тя е лишена от правото на външна политика и враговете на Испания сега са и нейни врагове. Старият съюз с Англия е нарушен и през 1622 г. англичаните отнемат Ормуз. Португалия дори се оказва във война с тях по време на Великата армада – армадата потегля именно от Лисабон. Военни действия се водят и с холандците – за кратко те завземат част от Бразилия (Салвадор и Пернамбуко) и са прогонени от там чак през 1654 г. Това е времето, в което те отнемат на Португалия водещото място в източната търговия.

## Португалия – второстепенна сила

### Португалската революция (1640 – 1668 г.)
Унията с Испания носи полза на буржоазията и аристокрацията, защото им дава свободен достъп до испанските колонии. Търговията между Бразилия, Мексико и Перу процъфтява. Освен това, докато крал е Филип ІІ, Испания успешно предпазва португалската империя от посегателствата на другите европейски сили. От друга страна, селяните недоволстват от повишените данъци и между тях чуждата династия никога не е била популярна. С течение на времето и особено от началото на Тридесетгодишната война Испания осезателно отслабва. Затруднената империя опитва (при управлението на първия министър Оливарес) да ограничи автономията на Португалия и да я привлече в по-голяма степен към военните усилия. Това подготвя цялото португалско общество за борба за отхвърляне на унията. Сигналът идва от Каталунската революция от пролетта на 1640 г. и на 1 декември същата година португалците въстават.
Португалия се надява, че правителството в Мадрид няма да може да воюва едновременно на три фронта и се оказва права. Благоприятно е и това, че Оливър Кромуел в Англия и кардинал Ришельо във Франция веднага подкрепят бунта. Богатите земевладелци издигат за крал херцога на Браганса – най-богатия човек в Португалия и далечен наследник на старата Бургундска династия. Без да се консултират с него, те го обявяват за крал с името Жоао ІV и той, осъзнавайки, че вече не може да се оневини пред Мадрид, приема. Революцията не е подкрепена единодушно от всички слоеве, но е достатъчно масова, за да постигне недвусмислени успехи: победата при Монтежу (1644), която спира първата испанска атака; победите при Елвас (1659) и Амешиал (1663), в които на португалска страна се бият англичани, холандци и германци; и рашаващата победа при Монтеш Кларош (1664), сложила край на последния испански опит да се подчини страната. Със смъртта на своя крал Филип ІV Испания приема, че Португалия отново е независима и регентката кралица Мариана признава това през февруари 1668 г. с договора от Лисабон. Границите са като през 1580 г., само Сеута остава испанска.

### Епохата на Помбал
Династията Браганса се развива с най-различни перипетии. Жоао ІV умира още преди договора от Лисабон, през 1656 г., наследен от умствено недоразвития Афонсо ІV. Той, на свой ред, е свален от брат си Педро, който става крал. Кралете не се интересуват толкова от рационализиране на управлението и от реформи, които да развият стопанството, а от собствения си абсолютизъм и разкоша на двора. Португалия подновява съюза си с Англия и става активен участник във Войната за испанското наследство. Това води до фактическото разоряване на страната. През 1703 г. тя сключва т. нар. Метюенски договор, според който може да изнася почти без такси вината си за Англия, а англичаните могат при същите преференциални условия да внасят своите промишлени стоки. Този договор създава икономическа зависимост на Португалия и в средата на века се стига дотам, че английският дял във външната търговия е 2,5 пъти по-голям от този на всички останали държави.
Към 1750 г., когато умира Жоао V и се възцарява Жозе І, Португалия е жалка картина – с неразвито и следователно непродуктивно земеделие, с индустрия на примитивно ниво, впримчена в тежки зависимости към Англия. Населението е едва 2,5 милиона и макар че нараства до 3 милиона в края на века, столицата Лисабон се свива до 150 000 души, което е нетипично за епохата. Тежко на страната се отразява и опустошителното земетресение от 1755 г., предизвиканите цунами и пожар. Лисабон е в руини, загиват между 60 000 и 100 000 д. Желанието на правителството да установи причините за това събитие поставя началото на научните познания за земетресенията.
В тази ситуация властта като първи министър на Жозе І поема Себастиао Жозе ди Карвальо и Мело, издигнат до титлата маркиз Помбал. Със серия реформи в духа на просветения абсолютизъм, той дава нов живот на страната. Първо реформира централното управление, като създава Търговски съвет, Сметна палата и съвет по цензурата. Отстранява йезуитите от образованието, отделя църквата от държавата. Провежда военна реформа, оптимизира събирането на данъците, създава кралски компании – риболовна, селскостопанска, търговска. По негова инициатива се внедряват нови технологии в земеделието и индустрията и се подобряват пътищата и водните връзки.

### Кризите на ХІХ век
Реакцията на португалските управляващи спрямо Френската революция от 1789 г. не е положителна. От страната са депортирани много французи. Сключен е нов военен съюз с Великобритания и през 1801 г. се стига до кратка война с Испания, тогава френски съюзник. През 1807 г. Наполеон Бонапарт отправя ултиматум към Португалия да затвори пристанищата си за английските кораби и така да се присъедини към обявената от него континентална блокада. Португалия се опитва да избегне войната, но е окупирана от маршал Жюно. Крал Жоао VІ премества столицата си в Рио де Жанейро в Бразилия и отива там с целия си двор и правителството. По-късно англичаните отблъскват французите и превръщат страната в плацдарм за действията им против Наполеон. Чак до падението на императора през 1814 г. продължават ожесточените военни действия.
През 1820 г. в Порто избухва революция. Жоао VІ решава да се върне и през 1822 г. приема първата конституция на страната, която е в либерален дух. Съпругата му обаче и вторият му син Мигел са против либерализацията и успяват да отменят конституцията. Мигел е прогонен, но след смъртта на Жоао VІ се връща и се обявява за абсолютен монарх. Следващата конституция от 1826 г. не е така либерална. В крайна сметка опитите да се спре либерализацията не успяват и от 1836 г. Португалия става конституционна монархия. (виж Мигелистки войни)
Същевременно тя загубва Бразилия. Когато я напуска през 1822 г., Жоао VІ оставя за император на страната първородния си син Педро, който веднага я обявява за независима държава. Конфликтите в Португалия не ѝ позволяват да се намеси и тя трябва да признае независимостта ѝ. Загубата обаче е тежка, особено в стопанско отношение. Без доходите от южноамерикансктата страна Португалия преживява остра финансова криза.
В следващите десетилетия социалните проблеми предизвикват редица бунтове, които, макар и потушени, разтърсват страната. Въпреки нарастващата бедност, Португалия може да си позволи да развие колониална експанзия в Африка и да завземе още земи в Мозамбик и Ангола. Противоречията с Великобритания са уредени с договори от 1890 и 1899 г. и границите между колониите са окончателно установени. При управлението на Карлош І (1889 – 1908) се стига до открита диктатура и не се свикват кортесите. Кралят е убит от терористи, а престола наследява по-малкият му син Мануел ІІ. През 1910 г. той е свален и португалската монархия приключва.

## Съвременна Португалия

### Диктатурата на Салазар
Първата португалска република започва с множество реформи, които придават на страната светски облик: църквата е отделена от държавата, отнето е имуществото ѝ, часовете по религиозно образование са драстично съкратени. В същото време са гарантирани правата на гражданите, работниците получават сериозно увеличение на трудовите привилегии, поставя се началото на истинска демокрация. Поддръжниците на това управление са в градовете, докато селото остава консервативно и дълбоко религиозно. Но, характерно за периода, републиката се раздира от корупция, честата смяна на правителствата създава нестабилност, има над 20 въстания и над 150 стачки. Участието на страната в Първата световна война, макар и символично подкрепящо Антантата, се отразява лошо на финансите. Ето защо през 1917 г. за кратко се установява диктатура, а през 1919 г. е направен опит да се възстанови монархията.
През 1926 г. републиката е свалена с военен преврат и неговият водач Антонио ди Кармона е избран за президент. Той остава такъв 25 години до смъртта си. Но не Кармона е силната фигура на новия режим, а министър-председателят Антонио ди Оливейра Салазар. С произход от бедно селско семейство, той става професор по финансово право в престижния университет в Коимбра и след преврата е издигнат от Кармона за шеф на правителството. През 1932 г. обявява началото на т. нар. Нова държава (Estado Novo) – авторитарно и корпоративно управление по италиански модел, близко до класическия фашизъм. То се базира на консервативното селячество и църквата (тя възстановява привилегиите си), но всъщност най-важната му опора е армията и тайната полиция ПИДЕ. Салазар подкрепя генерал Франко в Испанската гражданска война и запазва неутралитет през Втората световна война, а през 1949 г. изважда Португалия от изолацията, като става съосновател на НАТО. Нуждата да разполагат със стратегическите Азорски острови кара САЩ да приемат авторитаризма на Салазар и да го поканят в НАТО.
Макар че срещу Салазар са направени 12 опита за преврат, всъщност няма истинска опозиция. Единственият критичен момент е кандидатурата на популярния генерал Умберто Делгадо за президент през 1958 г. С обещанието да свали Салазар той се представя така добре, че става нужно изборните резултати да се фалшифицират, а генералът да бъде прогонен в Испания и накрая – ликвидиран от ПИДЕ. Истинската причина да рухне режимът стават борбите на Мозамбик и Ангола за отхвърляне на колониалната власт. Португалия не може да се откаже от тях, защото се нуждае от техните богатства – петрол, диаманти и кафе. Затова, макар войната да коства ужасно много на португалската икономика, Салазар упорито се бори. През 1968 г. той получава инсулт и се обездвижва и властта преминава в ръцете на Марсело Каетано.

### Демократична и европейска Португалия
Две са причините за края на Estado Novo – масовото преселване на хората в градовете, от което тя губи обществена подкрепа; и трудностите на колониалните войни, което настройва армията против диктатора Каетано. Млади и радикални офицери създават Движението на въоръжените сили (MFA) и на 25 април 1974 свалят Каетано с нов преврат, известен като Революция на карамфилите, заради символа на извършителите. Сред новите управляващи единодушно се приемат само две неща: че трябва да се сложи край на войната в Африка (независимостта на Мозамбик и Ангола е призната през 1975 г.) и че сега е ред да настъпи демокрация. Каква точно ще бъде тази демокрация обаче е спорен въпрос и се оформят различни лагери. В началото доминират десните, водени от Антонио ди Спинола, но MFA му се противопоставя и идва ред на левите, доминирани от комунистите. Започват национализации на заводи и окупация на поземлени владения, което придава на събитията революционен привкус. MFA разрешава избори за Национално събрание, но контролирани, защото се опасява, че новопоявилите се партии ще му отнемат властта. Печелят социалистите (38%), следвани от Народната партия (27%), докато комунистите остават само с 12,5 %. Когато през ноември 1975 г. се сформира новото правителство, начело със социалиста Марио Суареш, MFA напуска политиката.
През 1986 Португалия, заедно с Испания, става член на Европейската икономическа общност. Макар и тогава най-бедна в общността, тя преживява усилена модернизация, индустриализация и през първите години ежегоден ръст на БВП с 3 – 5%. От 2002 г. в страната се използва еврото.
25 април е национален празник на Португалия. На него се чества денят на свободата.